# Temple City (Kalifornija)
Temple City je grad u američkoj saveznoj državi Kalifornija. Prema popisu stanovništva iz 2010. u njemu je živjelo 35.558 stanovnika.